# Ronda 6 de GP2 Series de 2012
A Sexta rodada da Temporada da GP2 Series de 2012 aconteceu em Valência, Espanha,  entre 22 e 24 de junho.

## Classificatória
| Pos. | No. | Piloto              | Time                    | Tempo     | Grid |
| ---- | --- | ------------------- | ----------------------- | --------- | ---- |
| 1    | 9   | James Calado        | Lotus GP                | 1:47.342  | 1    |
| 2    | 4   | Felipe Nasr         | DAMS                    | 1:47.349  | 2    |
| 3    | 10  | Esteban Gutiérrez   | Lotus GP                | 1:47.444  | 51   |
| 4    | 3   | Davide Valsecchi    | DAMS                    | 1:47.458  | 61   |
| 5    | 12  | Giedo van der Garde | Caterham Racing         | 1:47.543  | 3    |
| 6    | 26  | Max Chilton         | Carlin                  | 1:47.674  | 4    |
| 7    | 5   | Fabio Leimer        | Racing Engineering      | 1:47.779  | 7    |
| 8    | 8   | Jolyon Palmer       | iSport International    | 1:47.801  | 8    |
| 9    | 7   | Marcus Ericsson     | iSport International    | 1:47.972  | 9    |
| 10   | 27  | Rio Haryanto        | Carlin                  | 1:47.996  | 10   |
| 11   | 23  | Luiz Razia          | Arden International     | 1:48.155  | 11   |
| 12   | 20  | Tom Dillmann        | Rapax                   | 1:48.176  | 12   |
| 13   | 14  | Stefano Coletti     | Scuderia Coloni         | 1:48.222  | 13   |
| 14   | 16  | Stéphane Richelmi   | Trident Racing          | 1:48.288  | 14   |
| 15   | 1   | Johnny Cecotto, Jr. | Barwa Addax Team        | 1:48.390  | 171  |
| 16   | 6   | Nathanaël Berthon   | Racing Engineering      | 1:48.518  | 15   |
| 17   | 22  | Simon Trummer       | Arden International     | 1:48.565  | 181  |
| 18   | 15  | Fabio Onidi         | Scuderia Coloni         | 1:48.578  | 16   |
| 19   | 2   | Josef Král          | Barwa Addax Team        | 1:48.626  | 19   |
| 20   | 17  | Julián Leal         | Trident Racing          | 1:48.641  | 20   |
| 21   | 18  | Fabrizio Crestani   | Venezuela GP Lazarus    | 1:48.846  | 21   |
| 22   | 11  | Rodolfo González    | Caterham Racing         | 1:48.936  | 22   |
| 23   | 25  | Nigel Melker        | Ocean Racing Technology | 1:49.021  | 23   |
| 24   | 24  | Victor Guerin       | Ocean Racing Technology | 1:49.335  | 24   |
| 25   | 21  | Daniël de Jong      | Rapax                   | 1:49.900  | 25   |
|      | 19  | Giancarlo Serenelli | Venezuela GP Lazarus    | Sem tempo | 26   |

## Primeira Corrida
| Pos.                                                                | No. | Driver              | Team                    | Laps | Time/Retired    | Grid | Points    |
| ------------------------------------------------------------------- | --- | ------------------- | ----------------------- | ---- | --------------- | ---- | --------- |
| 1                                                                   | 10  | Esteban Gutiérrez   | Lotus GP                | 28   | 1:00:31.895     | 5    | 27 (25+2) |
| 2                                                                   | 7   | Marcus Ericsson     | iSport International    | 28   | +1.615          | 9    | 18        |
| 3                                                                   | 23  | Luiz Razia          | Arden International     | 28   | +6.064          | 11   | 15        |
| 4                                                                   | 5   | Fabio Leimer        | Racing Engineering      | 28   | +6.408          | 7    | 12        |
| 5                                                                   | 27  | Rio Haryanto        | Carlin                  | 28   | +6.928          | 10   | 10        |
| 6                                                                   | 6   | Nathanaël Berthon   | Racing Engineering      | 28   | +7.605          | 15   | 8         |
| 7                                                                   | 26  | Max Chilton         | Carlin                  | 28   | +8.384          | 4    | 6         |
| 8                                                                   | 9   | James Calado        | Lotus GP                | 28   | +11.099         | 1    | 8 (4+4)   |
| 9                                                                   | 14  | Stefano Coletti     | Scuderia Coloni         | 28   | +15.404         | 13   | 2         |
| 10                                                                  | 22  | Simon Trummer       | Arden International     | 28   | +15.782         | 18   | 1         |
| 11                                                                  | 12  | Giedo van der Garde | Caterham Racing         | 28   | +15.962         | 3    |           |
| 12                                                                  | 17  | Julián Leal         | Trident Racing          | 28   | +16.869         | 20   |           |
| 13                                                                  | 15  | Fabio Onidi         | Scuderia Coloni         | 28   | +17.715         | 16   |           |
| 14                                                                  | 16  | Stéphane Richelmi   | Trident Racing          | 28   | +18.338         | 14   |           |
| 15                                                                  | 11  | Rodolfo González    | Caterham Racing         | 28   | +22.983         | 22   |           |
| 16                                                                  | 21  | Daniël de Jong      | Rapax                   | 28   | +23.456         | 25   |           |
| 17                                                                  | 24  | Victor Guerin       | Ocean Racing Technology | 27   | +1 lap          | 24   |           |
| 18                                                                  | 3   | Davide Valsecchi    | DAMS                    | 28   | +30.5732        | 6    |           |
| DSQ                                                                 | 2   | Josef Král          | Barwa Addax Team        | 28   | Desclassificado | 19   |           |
| DSQ                                                                 | 1   | Johnny Cecotto, Jr. | Barwa Addax Team        | 28   | Desclassificado | 17   |           |
| Ret                                                                 | 19  | Giancarlo Serenelli | Venezuela GP Lazarus    | 21   | Retirou-se      | 26   |           |
| Ret                                                                 | 4   | Felipe Nasr         | DAMS                    | 18   | Retirou-se      | 2    |           |
| Ret                                                                 | 8   | Jolyon Palmer       | iSport International    | 17   | Retirou-se      | 8    |           |
| Ret                                                                 | 18  | Fabrizio Crestani   | Venezuela GP Lazarus    | 17   | Retirou-se      | 21   |           |
| Ret                                                                 | 20  | Tom Dillmann        | Rapax                   | 11   | Retirou-se      | 12   |           |
| Ret                                                                 | 25  | Nigel Melker        | Ocean Racing Technology | 1    | Retirou-se      | 23   |           |
| volta mais rápida: Esteban Gutiérrez (Lotus GP) — 1:49.360 (lap 28) |     |                     |                         |      |                 |      |           |

## Segunda corrida
| Pos.                                                      | No. | Driver              | Team                    | Laps | Time/Retired | Grid | Points    |
| --------------------------------------------------------- | --- | ------------------- | ----------------------- | ---- | ------------ | ---- | --------- |
| 1                                                         | 23  | Luiz Razia          | Arden International     | 23   | 46:07.255    | 6    | 15        |
| 2                                                         | 9   | James Calado        | Lotus GP                | 23   | +1.179       | 1    | 12        |
| 3                                                         | 5   | Fabio Leimer        | Racing Engineering      | 23   | +1.587       | 5    | 12 (10+2) |
| 4                                                         | 26  | Max Chilton         | Carlin                  | 23   | +2.425       | 2    | 8         |
| 5                                                         | 6   | Nathanaël Berthon   | Racing Engineering      | 23   | +2.957       | 3    | 6         |
| 6                                                         | 12  | Giedo van der Garde | Caterham Racing         | 23   | +4.969       | 11   | 4         |
| 7                                                         | 22  | Simon Trummer       | Arden International     | 23   | +8.415       | 10   | 2         |
| 8                                                         | 17  | Julián Leal         | Trident Racing          | 23   | +9.501       | 12   | 1         |
| 9                                                         | 21  | Daniël de Jong      | Rapax                   | 23   | +13.591      | 15   |           |
| 10                                                        | 3   | Davide Valsecchi    | DAMS                    | 23   | +17.564      | 16   |           |
| 11                                                        | 2   | Josef Král          | Barwa Addax Team        | 23   | +21.005      | 26   |           |
| 12                                                        | 20  | Tom Dillmann        | Rapax                   | 23   | +34.565      | 21   |           |
| 13                                                        | 25  | Nigel Melker        | Ocean Racing Technology | 23   | +46.929      | 22   |           |
| 14                                                        | 4   | Felipe Nasr         | DAMS                    | 23   | +50.083      | 19   |           |
| 15                                                        | 11  | Rodolfo González    | Caterham Racing         | 23   | +51.366      | 244  |           |
| 16                                                        | 19  | Giancarlo Serenelli | Venezuela GP Lazarus    | 23   | +57.490      | 18   |           |
| 17                                                        | 15  | Fabio Onidi         | Scuderia Coloni         | 23   | +1:03.342    | 13   |           |
| 18                                                        | 24  | Victor Guerin       | Ocean Racing Technology | 23   | +1:03.439    | 17   |           |
| Ret                                                       | 27  | Rio Haryanto        | Carlin                  | 19   | Retirou-se   | 4    |           |
| Ret                                                       | 16  | Stéphane Richelmi   | Trident Racing          | 5    | Retirou-se   | 14   |           |
| Ret                                                       | 8   | Jolyon Palmer       | iSport International    | 3    | Retirou-se   | 234  |           |
| Ret                                                       | 1   | Johnny Cecotto, Jr. | Barwa Addax Team        | 3    | Retirou-se   | 25   |           |
| Ret                                                       | 14  | Stefano Coletti     | Scuderia Coloni         | 0    | Retirou-se   | 9    |           |
| Ret                                                       | 7   | Marcus Ericsson     | iSport International    | 0    | Retirou-se   | 7    |           |
| Ret                                                       | 10  | Esteban Gutiérrez   | Lotus GP                | 0    | Retirou-se   | 8    |           |
| DNS                                                       | 18  | Fabrizio Crestani   | Venezuela GP Lazarus    | 0    | Não Iniciou  | 20   |           |
| volta mais rápida: Felipe Nasr (DAMS) — 1:50.556 (lap 18) |     |                     |                         |      |              |      |           |

## Classificação após a corrida
|   | Pos | Piloto              | Points |
| - | --- | ------------------- | ------ |
|   | 1   | Davide Valsecchi    | 141    |
|   | 2   | Luiz Razia          | 140    |
| 2 | 3   | James Calado        | 95     |
| 1 | 4   | Max Chilton         | 93     |
| 2 | 5   | Giedo van der Garde | 89     |

|   | Pos | Team                | Points |
| - | --- | ------------------- | ------ |
| 1 | 1   | Lotus GP            | 182    |
| 1 | 2   | DAMS                | 169    |
|   | 3   | Arden International | 144    |
|   | 4   | Carlin              | 119    |
| 1 | 5   | Racing Engineering  | 106    |